# Real Compañía Asturiana de Minas
La Real Compañía Asturiana de Minas va ser una important empresa minera i metal·lúrgica, de capital majoritàriament belga, amb instal·lacions a Espanya, França, Bèlgica i Noruega a Europa, i al nord d'Àfrica.

## Història
L'empresa precursora va ser la Real Companyia Asturiana de Mines de Carbó, que explotava les mines d'Arnao i Santa María del Mar, prop d'Avilés, a Astúries (Espanya). Els carbons del jaciment d'Arnao no eren apropiats per a la siderúrgia, per la qual cosa al maig de 1851 l'enginyer Jules Hauzeur, nebot del soci belga de la Real Companyia, Adolphe Lesoinne, presenta un informe a l'empresa proposant la instal·lació a Arnao d'una fosa de zinc, i així aprofitar el carbó de les mines.
La proposta no convenç als socis espanyols de la Real Companyia, Joaquín María Ferrer i Felipe Riera Rosés, marquès de Casa Riera, de manera que Jules Hauzeur es veu obligat a buscar finançament extern, aconseguint la participació de Jonathan-Raphaël Bischoffsheim, banquer i director del Banc Nacional de Bèlgica.
Així, el 16 de maig de 1853 es constitueix a Brussel·les, davant el notari Florencio Félix Víctor Bourdin, la societat anònima Société pour la production du Zinc en Espagne, amb la presència de Felipe Riera, Adolphe Lesoinne, Jules J. Maximilien Van der Heyden á Hauzeur i Jonathan-Raphaël Bischoffsheim. A més d'aquestes persones, són també socis de la nova empresa Joaquín María Ferrer (representat per Felipe Riera), els hereus de Nicolás-Maximilien Lesoinne (representats per Adolphe) i els germans Zabala, amos de ferreries a Tolosa (Guipúscoa) (representats per Jules Hauzeur).
El capital social s'estableix en 2.500.000 francs, repartits entre 2.500 accions d'1.000 francs cadascuna. De les 2.500 accions, 1.250 accions es corresponen a aportacions en metàl·lic de Jonathan-Raphaël Bischoffsheim, de les quals desemborsa 1.000, reservant-se les 250 restants per al futur. La resta de les accions es corresponen amb aportacions en espècie: les mines d'Arnao i Santa María del Mar, per part de la Real Companyia Asturiana de Mines de Carbó, les mines de blenda d'Oiartzun (Guipúscoa) propietat de Jules i Nicolás Hauzeur i Adolphe Lesoinne; i les mines de calamina de Mutriku i de galena d'Irun, propietat dels hereus de Nicolás-Maximilien Lesoinne i dels germans Zabala.
L'objecte social de la societat era l'extracció de carbó de pedra de la concessió carbonífera d'Astúries, l'extracció de minerals de zinc i plom en les concessions de Guipúscoa, i la transformació d'aquests minerals, per un termini de 90 anys.